# 克莱尔·布鲁姆
克萊爾·布魯姆，CBE（1931年2月15日—）是英國電影和舞台劇演員。克萊爾·布魯姆出生在倫敦北部郊區芬奇利（Finchley），她是伊麗莎白和愛德華的女兒，父親是銷售員。布魯姆已經結過三次婚。

## 連結
- 克莱尔·布鲁姆在互联网电影资料库（IMDb）上的資料（英文）
- 2006 Interview with Claire Bloom on Theatre.com
- http://www.dailymail.co.uk/femail/article-1181403/Shes-seduced-galaxy-stars-Claire-Bloom-world-role--Doctor-Whos-mum.html （页面存档备份，存于）
- 互聯網百老匯資料庫（IBDB）上克莱尔·布鲁姆的資料（英文）
- 在AllMovie上克莱尔·布鲁姆的頁面（英文）
- 克莱尔·布鲁姆 在雅虎電影的頁面